# La fi de l'Eternitat
La fi de l'Eternitat (títol original en anglès: The End of Eternity) és una novel·la de ciència-ficció escrita per Isaac Asimov el 1955. La novel·la tracta sobre el tema d'una societat capaç de viatjar a través del temps i té abundosos elements de misteri i suspens. Conjuntament amb la Saga de La Fundació, la Saga dels robots i Fins i tot els déus, aquesta novel·la és considerada una de les més importants d'Asimov, i un clàssic del gènere.

## Orígens
Al desembre de 1953, Asimov llegia una còpia del 28 de març de 1932 del Time quan va percebre quelcom que semblava a primera vista un dibuix del núvol de fong d'una explosió nuclear. En fixar-s'hi més, va notar que era en realitat el guèiser Old Faithful. Aleshores va començar a reflexionar sobre les conseqüències que tindria si hi hagués hagut un dibuix d'un núvol de fong en una revista de 1932, i finalment va idear la trama d'una història de viatges en el temps. Va començar a escriure la història, anomenada La Fi de l'Eternitat, el 7 de desembre, i la va acabar el 6 de febrer de 1954, moment en què en tenia 25000 paraules. Asimov va presentar la història a la Galaxy Science Fiction, i pocs dies després va rebre una trucada de l'editor del Galaxy, Horace L. Gold, rebutjant la història. Asimov va decidir transformar la història en una novel·la, i el 17 de març la va deixar a Walter I. Bradbury, l'editor de ciència-ficció a Doubleday, per recabar la seva opinió. Bradbury va ser receptiu, i el 7 d'abril Asimov va ser informat que s'estava elaborant un contracte de la novel·la. Va començar l'ampliació de la història i el lliurament de la versió de la novel·la a Bradbury va ser el 13 de desembre. Doubleday va acceptar la novel·la, que es va publicar l'agost del 1955.
La novel·la reflecteix l'estat dels coneixements del seu temps, cosa wue implica que alguns conceptes hagin estat reemplaçats posteriorment. Per exemple, la font d'energia, a la qual els viatgers denominen Nova Sol, originalment fent referència a l'explosió del Sol: se sap ara que les estrelles de la mida i situació del Sol no exploten, i de fet les noves no són l'explosió d'estrelles (només les supernoves de tipus II són una veritable explosió d'estrelles).
La novel·la també pot ser considerada com una preqüela de la Saga de La Fundació, i seria llavors el primer llibre de tota la saga. Asimov ja havia inclòs l'argument del viatge temporal el 1950 a la seva novel·la Un còdol al cel, encara que es tractava d'un viatge només d'anada. L'esborrany original "The End of Eternity" va aparèixer publicat el 1986 en una col·lecció anomenada Contes paral·lels.

## Introducció a la història
La història es desenvolupa en un món insòlit d'homes viatgers del temps anomenats Eterns, organitzats en estranyes jerarquies i graus, que són reclutats entre les diferents èpoques de la història humana a partir del segle XXVII. L'organització té punts en comú amb la dels professionals de la ciència, tal com era a la dècada de 1950, i amb els militars. Però aquest món és també quelcom extraordinari en si mateix, amb qualitats úniques.
El grau superior es coneix com a Informàtica -fidel al significat original, són els que realitzen càlculs complexos, amb o sense ajudes artificials. En aquest cas, tenen accés a un Computaplex o màquines computants. Asimov va ser avançat en el seu temps en reconèixer els límits dels dispositius d'aquest tipus -que depenen dels supòsits de què se'ls alimenta-. També hi ha el petit inevitable element d'incertesa que no es pot eliminar.
La psicologia del protagonista de l'obra, Andrew Harlan i els altres Eterns és complexa. No ofereix una gran quantitat d'introspecció, sinó una visió estranya del món, amb el temps en comptes de l'espai, que sorgeix de les converses i els conflictes entre les persones que ho veuen com a normal. Les dones són un element confús, apreciades encara que en general poc rellevants a la història. Tot i això, una dona és fonamental per a la trama, cosa que en fa un estrany tipus d'història d'amor, així com de misteri i suspens.

## Argument
L'Eternitat és un lloc i una organització que hi ha més enllà del temps. Està composta només per homes que són reclutats de diferents moments de la història de la humanitat d'ençà el segle XXVII. Els Eterns tenen la capacitat de, per mitjans tecnològics, entrar i sortir en gairebé qualsevol punt del corrent temporal i viatjar-hi, i el poden alterar. Encara que se n'exceptua un període: els Segles Ocults, que comprenen d'ençà el segle 70.000 fins al 150.000. En conjunt formen un cos de guardians que duen a terme, calculant i planificant acuradament, les accions estratègiques mínimes al món temporal, anomenades Canvis de Realitat, per tal de minimitzar el patiment col·lectiu en la història de la Humanitat. Els Executors són els encarregats d'alterar subtilment el curs del temps protegint la humanitat, per tal de minimitzar el patiment humà a la història. Com a conseqüència, la humanitat bolca tota la seva capacitat de desenvolupament tecnològic cap al viatge en el temps i abandona la recerca de les estrelles. De fet, un dels efectes secundaris dels viatges dels Eterns és que, en reduir el patiment humà, sabotegen qualsevol intent de desenvolupament de les tecnologies que permetrien el viatge interestel·lar.
Un element clau de la novel·la és la naturalesa relativament estàtica de les societats humanes en els diferents segles futurs i els repetits fracassos de la navegació espacial. Podrem veure que Twissell (el Cap de l'Eternitat) és del "segle 30.000" -3 milions d'anys en el futur- però la seva anatomia no és gaire diferent que la de l'home actual.
El protagonista de la novel·la, Andrew Harlan, és un Executor especialment lligat a Twissell, que comença a desconfiar de les seves pròpies accions a l'Eternitat, i és capaç d'enamorar-se i començar a fer accions impulsives contra el seu propi món. S'enamora d'una dona, Noys Lambent, que ha entrat a l'Eternitat com a secretària, i sospita que el seu superior, el Programador Hobbe Finge, va intentar involucrar-s'hi, però aquesta s'hi va negar. Finalment li assignen una missió que implica passar una setmana a casa de la Noys. Mentre fa això, acaba per sucumbir als seus impulsos i enamorant-se'n. S'adona que podrien eliminar-la del seu segle en fer un canvi a la Realitat, i no li permetrien una relació amb ella. Per això l'amaga, infringint les lleis, al lapse de l'Eternitat on els humans no existeixen: els Segles Ocults.
Després d'un temps, en tractar de portar-li provisions, s'adona que hi ha una barrera temporal que ell no pot travessar. El moment crucial de la història arriba quan Harlan comprèn que és part d'un pla paradoxal per garantir la creació de l'Eternitat mitjançant l'enviament d'un jove Etern a una època passada, amb el coneixement matemàtic per fer possible el viatge en el temps. Harlan saboteja la missió, enviant l'Etern al segle xx.
En cercar un missatge de l'Etern perdut en alguna de les revistes del segle xx, troben un anunci amb la forma d'un núvol de fong i un missatge les inicials del qual formen la paraula "ATOM". Harlan, mitjanament penedit, ajuda el seu superior amb la condició que Noys segueixi amb ell. Tots dos junts viatgen al segle XX i allà Harlan descobreix la veritat: Noys és una humana dels Segles Ocults, que el convenç que els Eterns no són conscients que la seva pròpia existència és el perill més gran per a la humanitat que intenten protegir, limitant el seu futur desenvolupament en el viatge interestel·lar. D'aquesta manera, abandonen la missió, i l'Eternitat és destruïda en mai ser creada: la Fi de l'Eternitat.
En aquesta novel·la Asimov resol de manera brillant la paradoxa temporal següent: “Què passaria si retrocedeixo al passat i, d'alguna manera, provoco la mort dels meus avis? Com puc aleshores ser jo viu?".
D'altra banda, la novel·la exposa una de les tesis favorites d'Asimov: només l'exercici de la llibertat per part de les societats i l'espècie humana -amb el seguici d'èxits i fracassos- assegurarà el seu desenvolupament futur; la restricció en l'exercici de la llibertat es traduirà a mitjà o llarg termini en decadència. Tal tesi va obligar el mateix Asimov a reenfocar el tema de la psicohistòria i a incorporar el de la llibertat d'elecció, com queda palès a Els límits de la Fundació i Fundació i Terra, els dos darrers llibres de la Saga de La Fundació.
Asimov inclou algunes pistes a Els límits de la Fundació que els Eterns poden haver estat els responsables de la Galàxia habitada únicament per humans de la Sèrie de la Fundació. No obstant això, aquesta interpretació no encaixa clarament.

## Recepció
El llibre va ser molt aclamat per la crítica. El crític del New York Times Villiers Gerson, va elogiar la novel·la, dient que "té suspens a cada pàgina" i "exhibeix a cada capítol els girs de la trama pels quals l'autor és famós". En una ressenya del 1972, Lester del Rey va declarar que ningú "ha espremut tant... o ha desenvolupat totes les possibilitats de la paradoxa".
Com va assenyalar la crítica Susan Young, la premiada novel·la de 1989 de John Crowley "Great Work of Time" té el mateix esquema bàsic que La fi de l'Eternitat, és a dir, una societat secreta de viatgers del temps ben intencionats entestats a remodelar la història, i un jove reclutat a la societat per tal de realitzar un canvi específic que donaria lloc a aquesta societat. Els detalls del que fan els viatgers en el temps i on operen en el temps són molt diferents dels del llibre d'Asimov. Tanmateix, a tots dos llibres, el funcionament de la societat es paralitza per la influència de persones del futur, per raons que tenen a veure amb l'existència d'aquest futur. Young també assenyala una similitud amb The Corridors of Time de Poul Anderson, que també representa una societat complexa de viatgers en el temps, que troben inaccessibles seccions del futur, i també al llibre d'Anderson, la intervenció de la gent d'aquest futur més llunyà té un paper fonamental i cataclísmic a la trama.
Charles Stross ha declarat que la seva novel·la Palimpsesto de 2009 és efectivament una reescriptura de La fi de l' Eternitat.
També hi ha similituds amb Times Without Number de John Brunner, publicat originalment el 1962 i revisades per a la republicació el 1969. Tot i això, en la història de les lluites d'organització de temps de vigilància en va d'evitar la seva pròpia anihilació; la conclusió és que les línies de temps en què sorgeix el viatge en el temps són inestables i no en poden sostenir l'existència.